# Fantasia in do minore K 475
La Fantasia in Do minore K 475 fu completata da Wolfgang Amadeus Mozart nel maggio del 1785 e viene spesso proposta come introduzione alla Sonata per pianoforte K 457 scritta circa un anno prima. Le due composizioni vennero pubblicate insieme e portano come indicazione "Fantaisie et Sonate pour le forte-piano composées par le Maître de chapelle W. A. Mozart, oeuvre XI..."
Diversamente da precedenti composizioni dell'autore questa fantasia era stata espressamente concepita per il fortepiano e non per clavicembalo come molte altre composizioni precedenti, ne consegue che le sonorità sono specificatamente pianistiche. Mozart sfrutta le varietà timbriche dello strumento e vi inserisce particolari effetti cromatici.
La Fantasia K 475 e la Sonata K 457, ambedue in Do minore, vennero dedicate alla signora Therese von Trattner, allieva del maestro sin dal 1782, con esplicita dedica autografa sulla partitura della Sonata.
Pare che in una lettera, andata perduta, il compositore suggerisse l'esecuzione della Fantasia quale prologo della anzidetta sonata. Entrambi i lavori hanno infatti uno stretto legame costituito non solo dalla tonalità, ma dall'atmosfera, dall'inquietudine e dalla sofferenza che li accomuna.
La Fantasia si articola in cinque movimenti che alternano tempi lenti a veloci (adagio, allegro, andantino, più allegro, adagio) mentre la conclusione riprende il materiale iniziale con variazioni minime. Tutta la composizione ha di conseguenza un andamento ciclico. Il motivo iniziale (Adagio) è basato sull'accordo fondamentale e ricorda il tema presente nel Kyrie della Missa solemnis K 139 scritto quando Mozart aveva dodici anni e continua su temi la cui tonalità si allontana sempre più da quella di base per soffermarsi su un lungo episodio lirico in Re maggiore. Segue un allegro dai toni drammatici e un andantino ad un tempo lirico e scuro con repentini cambiamenti di dinamica. Il Più allegro continua il materiale dell'andantino in una atmosfera diversa sino a proporre frasi brevi e spezzate che conducono al secondo adagio. Il materiale iniziale è ripreso con armonie che conferiscono al pezzo toni tetri. Quando lo svolgimento sembra concludersi in modo rassegnato si ha un guizzo finale che rinvia la risoluzione delle tensioni (lasciandone forse il prosieguo alla sonata).